# Juan Olivares
Juan Segundo Olivares Marambio (Viña del Mar, 1941. február 20. –) chilei válogatott labdarúgókapus.

## Pályafutása

### A válogatottban
1965 és 1974 között 33 alkalommal szerepelt a chilei válogatottban. Részt vett az 1966-os és az 1974-es világbajnokságon, illetve az 1967-es Dél-amerikai bajnokságon.

## Sikerei, díjai
Santiago Wanderers
- Chilei bajnok (1): 1968
- Chilei kupa (2): 1959, 1961

Unión Española
- Chilei bajnok (1): 1973

Chile
- Dél-amerikai bajnokság bronzérmes (1): 1967